# Didier Guillaume
Didier Guillaume, född 11 maj 1959 i Bourg-de-Péage, död 17 januari 2025 i Nice, var en fransk politiker verksam i Frankrike och Monaco. Han var vid sin död Monacos statsminister.

## Politisk bana

### Frankrike
Guillaume var borgmästare i sin födelsekommun Bourg-de-Péage från 1995 till 2004. Mellan 2004 och 2015 tjänstgjorde han som ordförande för Drômes departementsfullmäktige. Från 2008 till 2018 representerade han Drôme i Frankrikes senat. Där var han ledare för den socialistiska partigruppen och efter 2014 års senatsval oppositionsledare.
Efter att Frankrikes president Emmanuel Macron utsett Édouard Philippe till premiärminister 2017 utnämnde den senare Guillaume till jordbruksminister; denna position fyllde han mellan 2018 och 2020. Därefter lämnade han politiken.
Guillaume tillhörde Socialistiska partiet fram till 2018 men var därefter partilös.

### Monaco
I juni 2024 utsågs han av Monacos furste Albert II att ersätta Pierre Dartout på posten som Monacos statsminister. Han tog upp denna befattning i september samma år.

## Sjukdom och död
I januari 2025 insjuknade Didier Guillaume och lades in på sjukhus. Han ersattes tillfälligt av Isabelle Berro-Amadeï. Guillaume avled den 17 januari och Berro-Amadeï är fortsättningsvis landets statsminister på interimbasis. Han fick en statsbegravning den 23 januari 2025 där såväl Albert II som Emmanuel Macron närvarade.